# Epeirotypus chavarria
Epeirotypus chavarria är en spindelart som beskrevs av Jonathan Coddington 1986. Epeirotypus chavarria ingår i släktet Epeirotypus och familjen strålspindlar.
Artens utbredningsområde är Costa Rica. Inga underarter finns listade i Catalogue of Life.